# Moscú 2042
Moscú 2042 (en ruso: Москва́ 2042, Moskvá 2042) es una novela publicada en 1986 (y traducida al inglés en 1987) por Vladímir Voinóvich. En este libro, el alter ego del autor viaja hacia el futuro, donde ve cómo se ha construido el comunismo en Moscú: al principio, se ve como un gobierno exitoso, pero avanzando la trama, se ve que aquella utopía no es lo que parece.
Voinovich escribió este libro en 1982.

## Resumen de la trama
El escritor ruso Kartsev, quién vive en Múnich en 1982 (al igual que el propio Voinovich), viaja en el tiempo hacia el Moscú del año 2042. Después de la denominada "Gran Revolución de Agosto" el nuevo líder referenciado como el "genialísimo" ha cambiado la Unión Soviética... hasta cierto punto. Después de que el sueño de Vladímir Lenin de la revolución mundial fuese reducida a la teoría de Iósif Stalin a "socialismo en un solo país", el ganialísimo ha decidido comenzar desde la construcción del "comunismo en una sola ciudad", comenzando con Moscú.

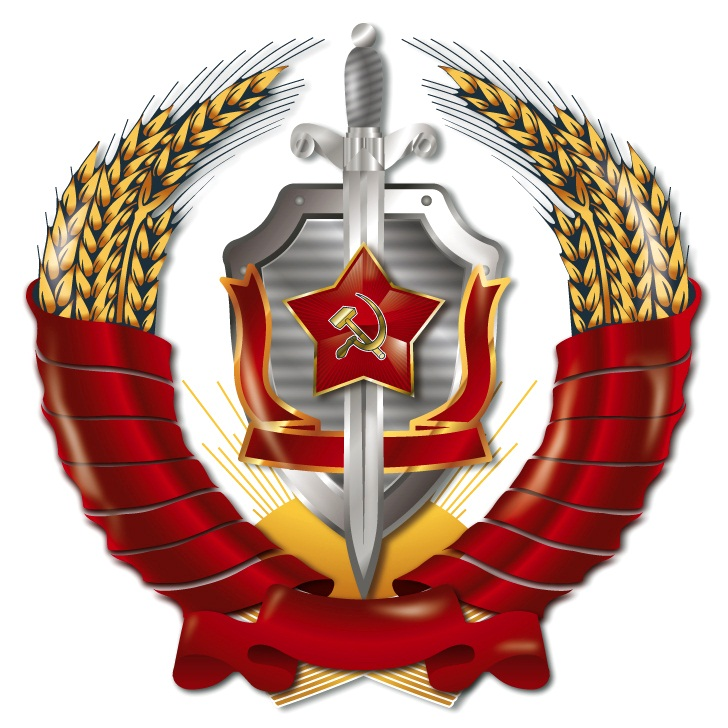
CPGB – El Partido Comunista de la Seguridad Estatal (mezcla entre el escudo de la Unión Soviética y el KGB).

La ideología ha cambiado un poco, hacia una mezcla entre marxismo-leninismo y ortodoxia rusa (el genialísimo es también el Patriarca de aquella iglesia). El país está gobernado por el llamado Partido Comunista de Seguridad Estatal (CPGB), una fusión entre el Partido Comunista y el KGB. La decadencia que ha sufrido la Unión Soviética ha empeorado. El resto de la URSS, donde la población apenas sobrevive, ha sido separada por una especie de muro de Berlín del "paraíso" de Moscú, donde se ha realizado el comunismo. Dentro del mundo, todos el mundo obtiene todo por el principio comunista, "de cada cual según sus capacidades, a cada cual según sus necesidades", aunque sus necesidades no son decididas por ellos mismos, sino por el Genialísimo. La mayoría de las personas poseen "necesidades ordinarias", pero un selecto grupo posee "necesidades extraordinarias". Para el primer grupo mencionado, su vida es melancólica, a pesar de vivir en la ''República de Moscú''. La situación llega a tal grado de desesperación, que la gente se arroja a los brazos del ''libertador'', un escritor disidente y conocido de Kartsev, el eslavófilo Sim Karnavalov (una burla aparente de Aleksandr Solzhenitsyn), quién ingresa a Moscú montado en un caballo blanco, y se autoproclama zar, bajo el nombre de Serafín I. De esta forma, el comunismo se abandona, y la sociedad vuelve a convertirse en una autocracia feudal.

## Recepción
Esta novela es considerada como una obra maestra dentro de la sátira distópica. Algunos (incluyendo Voinovich) consideraron la novela como profética.